# Tre dage ved Panne for kvinder 2019
 Tre dage ved Panne for kvinder 2019 var den 2. udgave af cykelløbet Tre dage ved Panne for kvinder. Løbet var en del af UCI Women's World Tour og blev arrangeret 28. marts 2019. Det blev vundet af hollandske Kirsten Wild fra WNT-Rotor.

## Hold og ryttere
| UCI Women's Teams (20)- Alé Cipollini - Astana Women's - Bigla - Boels Dolmans - BTC City Ljubljana - Canyon-SRAM Racing - CCC-Liv - Doltcini-Van Eyck Sport - FDJ-Nouvelle Aquitaine-Futuroscope - Health Mate-Ladies Team - Lotto Soudal Ladies - Mitchelton-Scott - Movistar Team - Parkhotel Valkenburg-Destil - Sunweb Women - Tibco-Silicon Valley Bank - Trek-Segafredo - Valcar Cylance - Virtu Cycling Women - WNT-Rotor Pro Cycling |
| |

### Danske ryttere
- Amalie Dideriksen kørte for Boels-Dolmans
- Julie Leth kørte for Bigla Pro Cycling
- Pernille Mathiesen kørte for Team Sunweb
- Christina Siggaard kørte for Team Virtu Cycling Women

## Resultater
| \| Samlede stilling \| Samlede stilling \| Samlede stilling \| Samlede stilling \| Samlede stilling \| \| Rytter \| Rytter \| Hold \| Tid \| \| \| ---------------- \| ----------------- \| ---------------------------------- \| ---------------- \| ---------------- \| \| 1. \| Kirsten Wild \| WNT-Rotor Pro Cycling \| 3t 13' 07" \| \| \| 2. \| Lorena Wiebes \| Parkhotel Valkenburg \| + 0" \| \| \| 3. \| Lotte Kopecky \| Lotto Soudal Ladies \| + 0" \| \| \| 4. \| Lotta Lepistö \| Trek-Segafredo \| + 0" \| \| \| 5. \| Susanne Andersen \| Sunweb \| + 0" \| \| \| 6. \| Elisa Balsamo \| Valcar Cylance \| + 0" \| \| \| 7. \| Marta Bastianelli \| Virtu Cycling Women \| + 0" \| \| \| 8. \| Emilia Fahlin \| FDJ-Nouvelle Aquitaine-Futuroscope \| + 0" \| \| \| 9. \| Arlenis Sierra \| Astana Women's Team \| + 0" \| \| \| 10. \| Marianne Vos \| CCC-Liv \| + 0" \| \| |                   |                                    |            |
| |                   |                                    |            |
| Kilde: ProCyclingStats |                   |                                    |            |
| Samlede stilling |                   |                                    |            |
| Rytter | Rytter            | Hold                               | Tid        |
| 1. | Kirsten Wild      | WNT-Rotor Pro Cycling              | 3t 13' 07" |
| 2. | Lorena Wiebes     | Parkhotel Valkenburg               | + 0"       |
| 3. | Lotte Kopecky     | Lotto Soudal Ladies                | + 0"       |
| 4. | Lotta Lepistö     | Trek-Segafredo                     | + 0"       |
| 5. | Susanne Andersen  | Sunweb                             | + 0"       |
| 6. | Elisa Balsamo     | Valcar Cylance                     | + 0"       |
| 7. | Marta Bastianelli | Virtu Cycling Women                | + 0"       |
| 8. | Emilia Fahlin     | FDJ-Nouvelle Aquitaine-Futuroscope | + 0"       |
| 9. | Arlenis Sierra    | Astana Women's Team                | + 0"       |
| 10. | Marianne Vos      | CCC-Liv                            | + 0"       |

## Startliste
| Boels Dolmans DLT | Boels Dolmans DLT                  | Boels Dolmans DLT |
| ----------------- | ---------------------------------- | ----------------- |
| Nr.               | Rytter                             | Placering         |
| 1                 | Amy Pieters (NED)                  | 28.               |
| 2                 | Jip van den Bos (NED)              | 46.               |
| 3                 | Eva Buurman (NED)                  | 47.               |
| 4                 | Amalie Dideriksen (DEN) (landevej) | 16.               |
| 5                 | Christine Majerus (LUX) (landevej) | 25.               |
| 6                 | Skylar Schneider (USA)             | 75.               |

| Lotto Soudal Ladies LSL | Lotto Soudal Ladies LSL       | Lotto Soudal Ladies LSL |
| ----------------------- | ----------------------------- | ----------------------- |
| Nr.                     | Rytter                        | Placering               |
| 11                      | Annelies Dom (BEL) (landevej) | 33.                     |
| 12                      | Kelly Van den Steen (BEL)     | 32.                     |
| 13                      | Alana Castrique (BEL)         | 61.                     |
| 14                      | Chantal Hoffmann (LUX)        | 91.                     |
| 15                      | Lotte Kopecky (BEL)           | 3.                      |
| 16                      | Nguyễn Thị Thật (VIE)         | 31.                     |

| Alé Cipollini ALE | Alé Cipollini ALE             | Alé Cipollini ALE |
| ----------------- | ----------------------------- | ----------------- |
| Nr.               | Rytter                        | Placering         |
| 21                | Jelena Erić (SRB)             | 96.               |
| 22                | Chloe Hosking (AUS)           | 14.               |
| 23                | Diana Peñuela (COL)           | 62.               |
| 24                | Romy Kasper (GER)             | 86.               |
| 25                | Anna Trevisi (ITA)            | 55.               |
| 26                | Marjolein van 't Geloof (NED) | 40.               |

| Astana Women's Team ASA | Astana Women's Team ASA         | Astana Women's Team ASA |
| ----------------------- | ------------------------------- | ----------------------- |
| Nr.                     | Rytter                          | Placering               |
| 31                      | Amiliya Iskakova (KAZ)          | 104.                    |
| 32                      | Olha Sjekel (UKR) (landevej)    | 56.                     |
| 33                      | Jeidy Pradera (CUB)             | 107.                    |
| 34                      | Natalya Saifutdinova (KAZ)      | 74.                     |
| 35                      | Lizbeth Salazar (MEX)           | 36.                     |
| 36                      | Arlenis Sierra (CUB) (landevej) | 9.                      |

| Bigla BIG | Bigla BIG                     | Bigla BIG |
| --------- | ----------------------------- | --------- |
| Nr.       | Rytter                        | Placering |
| 41        | Elizabeth Banks (GBR)         | DNF       |
| 42        | Nicole Hanselmann (SUI)       | 65.       |
| 43        | Martina Alzini (ITA)          | 102.      |
| 44        | Julie Leth (DEN)              | 12.       |
| 45        | Maria Vittoria Sperotto (ITA) | 27.       |

| BTC City Ljubljana BTC | BTC City Ljubljana BTC   | BTC City Ljubljana BTC |
| ---------------------- | ------------------------ | ---------------------- |
| Nr.                    | Rytter                   | Placering              |
| 51                     | Maaike Boogaard (NED)    | 83.                    |
| 52                     | Anja Longyka (SLO)       | DNF                    |
| 53                     | Anastasia Chursina (RUS) | 41.                    |
| 54                     | Hayley Simmonds (GBR)    | 105.                   |
| 55                     | Mia Radotić (CRO)        | 30.                    |
| 56                     | Monique van de Ree (NED) | 64.                    |

| Canyon-SRAM Racing CSR | Canyon-SRAM Racing CSR | Canyon-SRAM Racing CSR |
| ---------------------- | ---------------------- | ---------------------- |
| Nr.                    | Rytter                 | Placering              |
| 61                     | Alice Barnes (GBR)     | 94.                    |
| 62                     | Tiffany Cromwell (AUS) | 18.                    |
| 63                     | Tanja Erath (GER)      | 110.                   |
| 64                     | Lisa Klein (GER)       | 15.                    |
| 65                     | Rotem Gafinovitz (ISR) | 108.                   |
| 66                     | Alexis Ryan (USA)      | 97.                    |

| CCC-Liv CCC | CCC-Liv CCC                    | CCC-Liv CCC |
| ----------- | ------------------------------ | ----------- |
| Nr.         | Rytter                         | Placering   |
| 71          | Marianne Vos (NED)             | 10.         |
| 72          | Valerie Demey (BEL)            | 53.         |
| 73          | Evy Kuijpers (NED)             | 101.        |
| 74          | Marta Lach (POL)               | 103.        |
| 75          | Agnieszka Skalniak-Sójka (POL) | 48.         |

| Doltcini-Van Eyck Sport DVE | Doltcini-Van Eyck Sport DVE     | Doltcini-Van Eyck Sport DVE |
| --------------------------- | ------------------------------- | --------------------------- |
| Nr.                         | Rytter                          | Placering                   |
| 81                          | Daniela Reis (POR) (landevej)   | 43.                         |
| 82                          | Pascale Jeuland-Tranchant (FRA) | 29.                         |

| intet hold ___ | intet hold ___     | intet hold ___ |
| -------------- | ------------------ | -------------- |
| Nr.            | Rytter             | Placering      |
| 83             | Kelly Markus (NED) | 50.            |

| Doltcini-Van Eyck Sport DVE | Doltcini-Van Eyck Sport DVE | Doltcini-Van Eyck Sport DVE |
| --------------------------- | --------------------------- | --------------------------- |
| Nr.                         | Rytter                      | Placering                   |
| 84                          | Victoire Berteau (FRA)      | 87.                         |
| 85                          | Saartje Vandenbroucke (BEL) | 89.                         |
| 86                          | Séverine Eraud (FRA)        | DNF                         |

| FDJ-Nouvelle Aquitaine-Futuroscope FDJ | FDJ-Nouvelle Aquitaine-Futuroscope FDJ | FDJ-Nouvelle Aquitaine-Futuroscope FDJ |
| -------------------------------------- | -------------------------------------- | -------------------------------------- |
| Nr.                                    | Rytter                                 | Placering                              |
| 91                                     | Charlotte Becker (GER)                 | 54.                                    |
| 92                                     | Charlotte Bravard (FRA)                | 57.                                    |
| 93                                     | Coralie Demay (FRA)                    | 72.                                    |
| 94                                     | Emilia Fahlin (SWE) (landevej)         | 8.                                     |
| 95                                     | Lauren Kitchen (AUS)                   | 44.                                    |
| 96                                     | Greta Richioud (FRA)                   | 51.                                    |

| Health Mate-Ladies Team HMT | Health Mate-Ladies Team HMT   | Health Mate-Ladies Team HMT |
| --------------------------- | ----------------------------- | --------------------------- |
| Nr.                         | Rytter                        | Placering                   |
| 101                         | Sara Mustonen (SWE)           | 49.                         |
| 102                         | Christina Schweinberger (AUT) | 93.                         |
| 103                         | Kathrin Schweinberger (AUT)   | 21.                         |
| 104                         | Laura Süßemilch (GER)         | 70.                         |
| 105                         | Kirstie van Haaften (NED)     | 85.                         |
| 106                         | Kylie Waterreus (NED)         | 67.                         |

| Mitchelton-Scott MTS | Mitchelton-Scott MTS  | Mitchelton-Scott MTS |
| -------------------- | --------------------- | -------------------- |
| Nr.                  | Rytter                | Placering            |
| 111                  | Jessica Allen (AUS)   | 99.                  |
| 112                  | Gracie Elvin (AUS)    | 52.                  |
| 113                  | Grace Brown (AUS)     | 112.                 |
| 114                  | Sarah Roy (AUS)       | 23.                  |
| 115                  | Amanda Spratt (AUS)   | 98.                  |
| 116                  | Moniek Tenniglo (NED) | 80.                  |

| Movistar Team MOV | Movistar Team MOV       | Movistar Team MOV |
| ----------------- | ----------------------- | ----------------- |
| Nr.               | Rytter                  | Placering         |
| 121               | Paula Patiño (COL)      | 92.               |
| 122               | Roxane Fournier (FRA)   | 11.               |
| 123               | Sheyla Gutiérrez (ESP)  | 77.               |
| 124               | Gloria Rodríguez (ESP)  | 76.               |
| 125               | Lourdes Oyarbide (ESP)  | 106.              |
| 126               | Alba Teruel Ribes (ESP) | 66.               |

| Parkhotel Valkenburg PHV | Parkhotel Valkenburg PHV  | Parkhotel Valkenburg PHV |
| ------------------------ | ------------------------- | ------------------------ |
| Nr.                      | Rytter                    | Placering                |
| 131                      | Roxane Knetemann (NED)    | 68.                      |
| 132                      | Sofie De Vuyst (BEL)      | 63.                      |
| 133                      | Sylvie Swinkels (NED)     | 109.                     |
| 134                      | Loes Adegeest (NED)       | DNF                      |
| 135                      | Janine van der Meer (NED) | 42.                      |
| 136                      | Lorena Wiebes (NED)       | 2.                       |

| Sunweb SUN | Sunweb SUN               | Sunweb SUN |
| ---------- | ------------------------ | ---------- |
| Nr.        | Rytter                   | Placering  |
| 141        | Susanne Andersen (NOR)   | 5.         |
| 142        | Lucinda Brand (NED)      | DNF        |
| 143        | Leah Kirchmann (CAN)     | 26.        |
| 144        | Floortje Mackaij (NED)   | DNF        |
| 145        | Pernille Mathiesen (DEN) | 111.       |
| 146        | Julia Soek (NED)         | 84.        |

| Tibco-Silicon Valley Bank TIB | Tibco-Silicon Valley Bank TIB | Tibco-Silicon Valley Bank TIB |
| ----------------------------- | ----------------------------- | ----------------------------- |
| Nr.                           | Rytter                        | Placering                     |
| 151                           | Brodie Chapman (AUS)          | 45.                           |
| 152                           | Lauren Stephens (USA)         | 90.                           |
| 153                           | Alison Jackson (CAN)          | 19.                           |
| 154                           | Nina Kessler (NED)            | 17.                           |
| 155                           | Kendall Ryan (USA)            | 22.                           |
| 156                           | Rozanne Slik (NED)            | 60.                           |

| Virtu Cycling Women TVC | Virtu Cycling Women TVC            | Virtu Cycling Women TVC |
| ----------------------- | ---------------------------------- | ----------------------- |
| Nr.                     | Rytter                             | Placering               |
| 161                     | Marta Bastianelli (ITA) (landevej) | 7.                      |
| 162                     | Sofia Bertizzolo (ITA)             | 73.                     |
| 163                     | Barbara Guarischi (ITA)            | 38.                     |
| 164                     | Mieke Kröger (GER)                 | 95.                     |
| 165                     | Christina Siggaard (DEN)           | 35.                     |
| 166                     | Katarzyna Pawłowska (POL)          | 69.                     |

| Valcar Cylance VAL | Valcar Cylance VAL              | Valcar Cylance VAL |
| ------------------ | ------------------------------- | ------------------ |
| Nr.                | Rytter                          | Placering          |
| 171                | Elisa Balsamo (ITA)             | 6.                 |
| 172                | Marta Cavalli (ITA) (landevej)  | 13.                |
| 173                | Maria Giulia Confalonieri (ITA) | 20.                |
| 174                | Silvia Persico (ITA)            | 71.                |
| 175                | Silvia Pollicini (ITA)          | 59.                |
| 176                | Ilaria Sanguineti (ITA)         | 24.                |

| Trek-Segafredo TFS | Trek-Segafredo TFS             | Trek-Segafredo TFS |
| ------------------ | ------------------------------ | ------------------ |
| Nr.                | Rytter                         | Placering          |
| 181                | Lauretta Hanson (AUS)          | 81.                |
| 182                | Lotta Lepistö (FIN) (landevej) | 4.                 |
| 183                | Letizia Paternoster (ITA)      | 37.                |
| 184                | Ellen van Dijk (NED)           | 58.                |
| 185                | Elisa Longo Borghini (ITA)     | 82.                |
| 186                | Trixi Worrack (GER)            | 100.               |

| WNT-Rotor Pro Cycling WNT | WNT-Rotor Pro Cycling WNT     | WNT-Rotor Pro Cycling WNT |
| ------------------------- | ----------------------------- | ------------------------- |
| Nr.                       | Rytter                        | Placering                 |
| 191                       | Lisa Brennauer (GER)          | 34.                       |
| 192                       | Claudia Koster (NED)          | 39.                       |
| 193                       | Gabrielle Pilote Fortin (CAN) | 88.                       |
| 194                       | Sarah Rijkes (AUT)            | 79.                       |
| 195                       | Lin Lea Teutenberg (GER)      | 78.                       |
| 196                       | Kirsten Wild (NED)            | 1.                        |

| Boels Dolmans DLT | Boels Dolmans DLT                  | Boels Dolmans DLT |
| ----------------- | ---------------------------------- | ----------------- |
| Nr.               | Rytter                             | Placering         |
| 1                 | Amy Pieters (NED)                  | 28.               |
| 2                 | Jip van den Bos (NED)              | 46.               |
| 3                 | Eva Buurman (NED)                  | 47.               |
| 4                 | Amalie Dideriksen (DEN) (landevej) | 16.               |
| 5                 | Christine Majerus (LUX) (landevej) | 25.               |
| 6                 | Skylar Schneider (USA)             | 75.               |

| Lotto Soudal Ladies LSL | Lotto Soudal Ladies LSL       | Lotto Soudal Ladies LSL |
| ----------------------- | ----------------------------- | ----------------------- |
| Nr.                     | Rytter                        | Placering               |
| 11                      | Annelies Dom (BEL) (landevej) | 33.                     |
| 12                      | Kelly Van den Steen (BEL)     | 32.                     |
| 13                      | Alana Castrique (BEL)         | 61.                     |
| 14                      | Chantal Hoffmann (LUX)        | 91.                     |
| 15                      | Lotte Kopecky (BEL)           | 3.                      |
| 16                      | Nguyễn Thị Thật (VIE)         | 31.                     |

| Alé Cipollini ALE | Alé Cipollini ALE             | Alé Cipollini ALE |
| ----------------- | ----------------------------- | ----------------- |
| Nr.               | Rytter                        | Placering         |
| 21                | Jelena Erić (SRB)             | 96.               |
| 22                | Chloe Hosking (AUS)           | 14.               |
| 23                | Diana Peñuela (COL)           | 62.               |
| 24                | Romy Kasper (GER)             | 86.               |
| 25                | Anna Trevisi (ITA)            | 55.               |
| 26                | Marjolein van 't Geloof (NED) | 40.               |

| Astana Women's Team ASA | Astana Women's Team ASA         | Astana Women's Team ASA |
| ----------------------- | ------------------------------- | ----------------------- |
| Nr.                     | Rytter                          | Placering               |
| 31                      | Amiliya Iskakova (KAZ)          | 104.                    |
| 32                      | Olha Sjekel (UKR) (landevej)    | 56.                     |
| 33                      | Jeidy Pradera (CUB)             | 107.                    |
| 34                      | Natalya Saifutdinova (KAZ)      | 74.                     |
| 35                      | Lizbeth Salazar (MEX)           | 36.                     |
| 36                      | Arlenis Sierra (CUB) (landevej) | 9.                      |

| Bigla BIG | Bigla BIG                     | Bigla BIG |
| --------- | ----------------------------- | --------- |
| Nr.       | Rytter                        | Placering |
| 41        | Elizabeth Banks (GBR)         | DNF       |
| 42        | Nicole Hanselmann (SUI)       | 65.       |
| 43        | Martina Alzini (ITA)          | 102.      |
| 44        | Julie Leth (DEN)              | 12.       |
| 45        | Maria Vittoria Sperotto (ITA) | 27.       |

| BTC City Ljubljana BTC | BTC City Ljubljana BTC   | BTC City Ljubljana BTC |
| ---------------------- | ------------------------ | ---------------------- |
| Nr.                    | Rytter                   | Placering              |
| 51                     | Maaike Boogaard (NED)    | 83.                    |
| 52                     | Anja Longyka (SLO)       | DNF                    |
| 53                     | Anastasia Chursina (RUS) | 41.                    |
| 54                     | Hayley Simmonds (GBR)    | 105.                   |
| 55                     | Mia Radotić (CRO)        | 30.                    |
| 56                     | Monique van de Ree (NED) | 64.                    |

| Canyon-SRAM Racing CSR | Canyon-SRAM Racing CSR | Canyon-SRAM Racing CSR |
| ---------------------- | ---------------------- | ---------------------- |
| Nr.                    | Rytter                 | Placering              |
| 61                     | Alice Barnes (GBR)     | 94.                    |
| 62                     | Tiffany Cromwell (AUS) | 18.                    |
| 63                     | Tanja Erath (GER)      | 110.                   |
| 64                     | Lisa Klein (GER)       | 15.                    |
| 65                     | Rotem Gafinovitz (ISR) | 108.                   |
| 66                     | Alexis Ryan (USA)      | 97.                    |

| CCC-Liv CCC | CCC-Liv CCC                    | CCC-Liv CCC |
| ----------- | ------------------------------ | ----------- |
| Nr.         | Rytter                         | Placering   |
| 71          | Marianne Vos (NED)             | 10.         |
| 72          | Valerie Demey (BEL)            | 53.         |
| 73          | Evy Kuijpers (NED)             | 101.        |
| 74          | Marta Lach (POL)               | 103.        |
| 75          | Agnieszka Skalniak-Sójka (POL) | 48.         |

| Doltcini-Van Eyck Sport DVE | Doltcini-Van Eyck Sport DVE     | Doltcini-Van Eyck Sport DVE |
| --------------------------- | ------------------------------- | --------------------------- |
| Nr.                         | Rytter                          | Placering                   |
| 81                          | Daniela Reis (POR) (landevej)   | 43.                         |
| 82                          | Pascale Jeuland-Tranchant (FRA) | 29.                         |

| intet hold ___ | intet hold ___     | intet hold ___ |
| -------------- | ------------------ | -------------- |
| Nr.            | Rytter             | Placering      |
| 83             | Kelly Markus (NED) | 50.            |

| Doltcini-Van Eyck Sport DVE | Doltcini-Van Eyck Sport DVE | Doltcini-Van Eyck Sport DVE |
| --------------------------- | --------------------------- | --------------------------- |
| Nr.                         | Rytter                      | Placering                   |
| 84                          | Victoire Berteau (FRA)      | 87.                         |
| 85                          | Saartje Vandenbroucke (BEL) | 89.                         |
| 86                          | Séverine Eraud (FRA)        | DNF                         |

| FDJ-Nouvelle Aquitaine-Futuroscope FDJ | FDJ-Nouvelle Aquitaine-Futuroscope FDJ | FDJ-Nouvelle Aquitaine-Futuroscope FDJ |
| -------------------------------------- | -------------------------------------- | -------------------------------------- |
| Nr.                                    | Rytter                                 | Placering                              |
| 91                                     | Charlotte Becker (GER)                 | 54.                                    |
| 92                                     | Charlotte Bravard (FRA)                | 57.                                    |
| 93                                     | Coralie Demay (FRA)                    | 72.                                    |
| 94                                     | Emilia Fahlin (SWE) (landevej)         | 8.                                     |
| 95                                     | Lauren Kitchen (AUS)                   | 44.                                    |
| 96                                     | Greta Richioud (FRA)                   | 51.                                    |

| Health Mate-Ladies Team HMT | Health Mate-Ladies Team HMT   | Health Mate-Ladies Team HMT |
| --------------------------- | ----------------------------- | --------------------------- |
| Nr.                         | Rytter                        | Placering                   |
| 101                         | Sara Mustonen (SWE)           | 49.                         |
| 102                         | Christina Schweinberger (AUT) | 93.                         |
| 103                         | Kathrin Schweinberger (AUT)   | 21.                         |
| 104                         | Laura Süßemilch (GER)         | 70.                         |
| 105                         | Kirstie van Haaften (NED)     | 85.                         |
| 106                         | Kylie Waterreus (NED)         | 67.                         |

| Mitchelton-Scott MTS | Mitchelton-Scott MTS  | Mitchelton-Scott MTS |
| -------------------- | --------------------- | -------------------- |
| Nr.                  | Rytter                | Placering            |
| 111                  | Jessica Allen (AUS)   | 99.                  |
| 112                  | Gracie Elvin (AUS)    | 52.                  |
| 113                  | Grace Brown (AUS)     | 112.                 |
| 114                  | Sarah Roy (AUS)       | 23.                  |
| 115                  | Amanda Spratt (AUS)   | 98.                  |
| 116                  | Moniek Tenniglo (NED) | 80.                  |

| Movistar Team MOV | Movistar Team MOV       | Movistar Team MOV |
| ----------------- | ----------------------- | ----------------- |
| Nr.               | Rytter                  | Placering         |
| 121               | Paula Patiño (COL)      | 92.               |
| 122               | Roxane Fournier (FRA)   | 11.               |
| 123               | Sheyla Gutiérrez (ESP)  | 77.               |
| 124               | Gloria Rodríguez (ESP)  | 76.               |
| 125               | Lourdes Oyarbide (ESP)  | 106.              |
| 126               | Alba Teruel Ribes (ESP) | 66.               |

| Parkhotel Valkenburg PHV | Parkhotel Valkenburg PHV  | Parkhotel Valkenburg PHV |
| ------------------------ | ------------------------- | ------------------------ |
| Nr.                      | Rytter                    | Placering                |
| 131                      | Roxane Knetemann (NED)    | 68.                      |
| 132                      | Sofie De Vuyst (BEL)      | 63.                      |
| 133                      | Sylvie Swinkels (NED)     | 109.                     |
| 134                      | Loes Adegeest (NED)       | DNF                      |
| 135                      | Janine van der Meer (NED) | 42.                      |
| 136                      | Lorena Wiebes (NED)       | 2.                       |

| Sunweb SUN | Sunweb SUN               | Sunweb SUN |
| ---------- | ------------------------ | ---------- |
| Nr.        | Rytter                   | Placering  |
| 141        | Susanne Andersen (NOR)   | 5.         |
| 142        | Lucinda Brand (NED)      | DNF        |
| 143        | Leah Kirchmann (CAN)     | 26.        |
| 144        | Floortje Mackaij (NED)   | DNF        |
| 145        | Pernille Mathiesen (DEN) | 111.       |
| 146        | Julia Soek (NED)         | 84.        |

| Tibco-Silicon Valley Bank TIB | Tibco-Silicon Valley Bank TIB | Tibco-Silicon Valley Bank TIB |
| ----------------------------- | ----------------------------- | ----------------------------- |
| Nr.                           | Rytter                        | Placering                     |
| 151                           | Brodie Chapman (AUS)          | 45.                           |
| 152                           | Lauren Stephens (USA)         | 90.                           |
| 153                           | Alison Jackson (CAN)          | 19.                           |
| 154                           | Nina Kessler (NED)            | 17.                           |
| 155                           | Kendall Ryan (USA)            | 22.                           |
| 156                           | Rozanne Slik (NED)            | 60.                           |

| Virtu Cycling Women TVC | Virtu Cycling Women TVC            | Virtu Cycling Women TVC |
| ----------------------- | ---------------------------------- | ----------------------- |
| Nr.                     | Rytter                             | Placering               |
| 161                     | Marta Bastianelli (ITA) (landevej) | 7.                      |
| 162                     | Sofia Bertizzolo (ITA)             | 73.                     |
| 163                     | Barbara Guarischi (ITA)            | 38.                     |
| 164                     | Mieke Kröger (GER)                 | 95.                     |
| 165                     | Christina Siggaard (DEN)           | 35.                     |
| 166                     | Katarzyna Pawłowska (POL)          | 69.                     |

| Valcar Cylance VAL | Valcar Cylance VAL              | Valcar Cylance VAL |
| ------------------ | ------------------------------- | ------------------ |
| Nr.                | Rytter                          | Placering          |
| 171                | Elisa Balsamo (ITA)             | 6.                 |
| 172                | Marta Cavalli (ITA) (landevej)  | 13.                |
| 173                | Maria Giulia Confalonieri (ITA) | 20.                |
| 174                | Silvia Persico (ITA)            | 71.                |
| 175                | Silvia Pollicini (ITA)          | 59.                |
| 176                | Ilaria Sanguineti (ITA)         | 24.                |

| Trek-Segafredo TFS | Trek-Segafredo TFS             | Trek-Segafredo TFS |
| ------------------ | ------------------------------ | ------------------ |
| Nr.                | Rytter                         | Placering          |
| 181                | Lauretta Hanson (AUS)          | 81.                |
| 182                | Lotta Lepistö (FIN) (landevej) | 4.                 |
| 183                | Letizia Paternoster (ITA)      | 37.                |
| 184                | Ellen van Dijk (NED)           | 58.                |
| 185                | Elisa Longo Borghini (ITA)     | 82.                |
| 186                | Trixi Worrack (GER)            | 100.               |

| WNT-Rotor Pro Cycling WNT | WNT-Rotor Pro Cycling WNT     | WNT-Rotor Pro Cycling WNT |
| ------------------------- | ----------------------------- | ------------------------- |
| Nr.                       | Rytter                        | Placering                 |
| 191                       | Lisa Brennauer (GER)          | 34.                       |
| 192                       | Claudia Koster (NED)          | 39.                       |
| 193                       | Gabrielle Pilote Fortin (CAN) | 88.                       |
| 194                       | Sarah Rijkes (AUT)            | 79.                       |
| 195                       | Lin Lea Teutenberg (GER)      | 78.                       |
| 196                       | Kirsten Wild (NED)            | 1.                        |